# بيلي مورغان (متزلج على الثلوج)
بيلي مورغان (بالإنجليزية: Billy Morgan)‏ هو متزلج على الثلوج بريطاني، ولد في 2 أبريل 1989 في ساوثهامبتون في المملكة المتحدة.

## وصلات خارجية
- بيلي مورغان على موقع الاتحاد الدولي للتزلج (ركوب لوح الثلج) (الإنجليزية)
- بيلي مورغان على موقع اللجنة الأولمبية الدولية (الإنجليزية)
- بيلي مورغان على موقع أوليمبيديا (الإنجليزية)
- بيلي مورغان على موقع اللجنة الأولمبية البريطانية (الإنجليزية)
- بيلي مورغان على موقع ألعاب إكس (مؤرشف) (الإنجليزية)